# Samiska skulpturparken

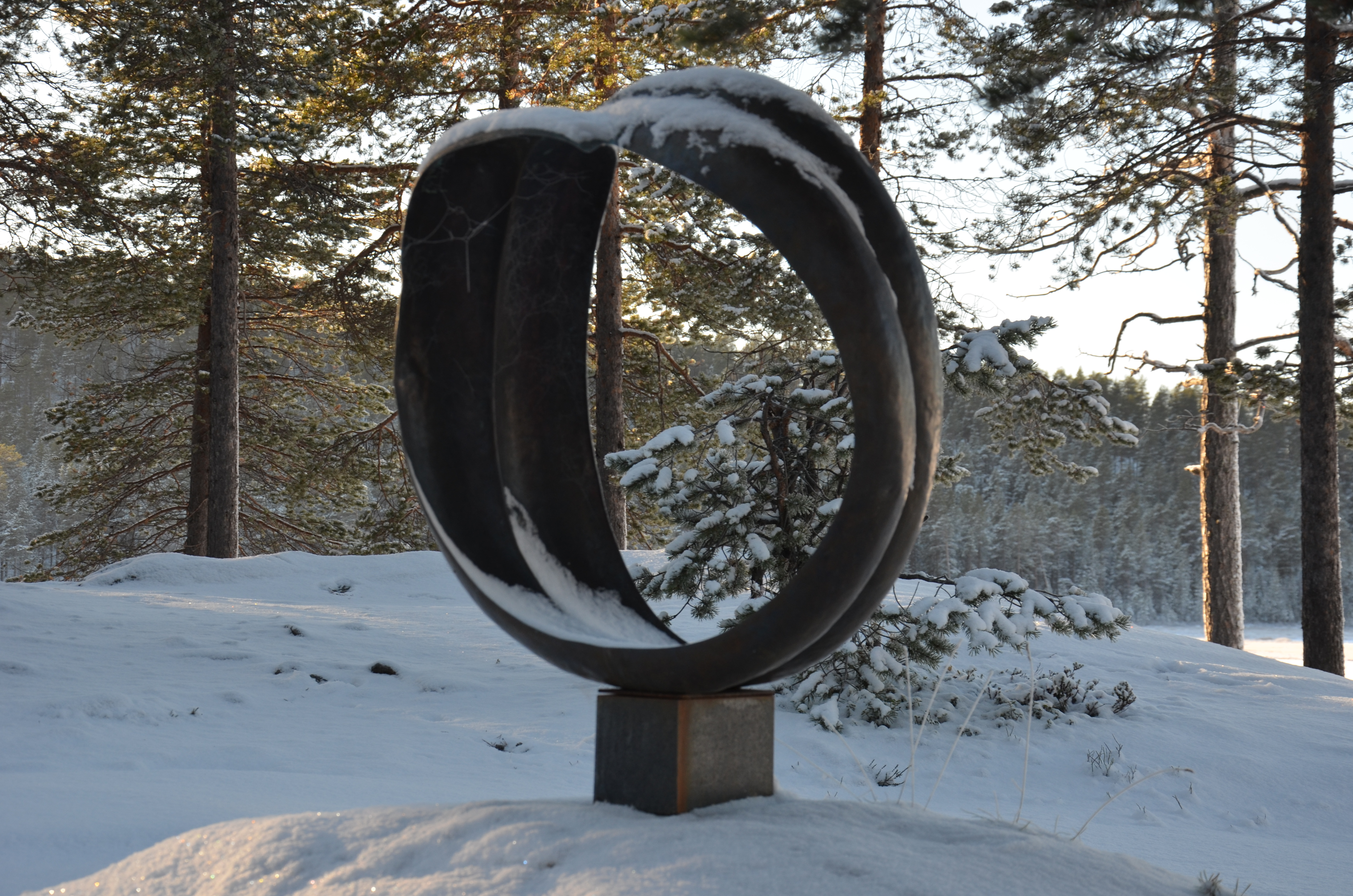
Hornkänsla av Max Lundström.

Samiska skulpturparken är en skulpturpark i Jokkmokk.
Samiska skulpturparken ligger vid Talvatissjön, utmed Mineralstigen mellan Hotell Jokkmokk och Jokkmokks fjällträdgård vid Kvarnbäcken. Den inrättades i samband med symposiet Sápmi Sculpture Symposium i Jokkmokk 2005 och renoverades och återinvigdes i oktober 2011.

## Skulpturer
- Balanskonstnären/Balaansetjiehpiedäjja, vit konststen, 2005, av Folke Fjällström
- Hornkänsla/Tjåerviedåbtoe, kopparsmide, 2005, av Max Lundström
- Tidsflöde/Áigerávdnji, trä och stålvajrar, 2005, av Agneta Andersson
- Gäst/Guossi, sten, 2005, av Hilde Skancke Pedersen
- Morgonstund/Iđitboddu, sten, betong och stål, 2005, av Annelise Josefsen
- Pärlälven/Silba Ätno, stål, 2005, av Per Isak Juuso

## Fotogalleri

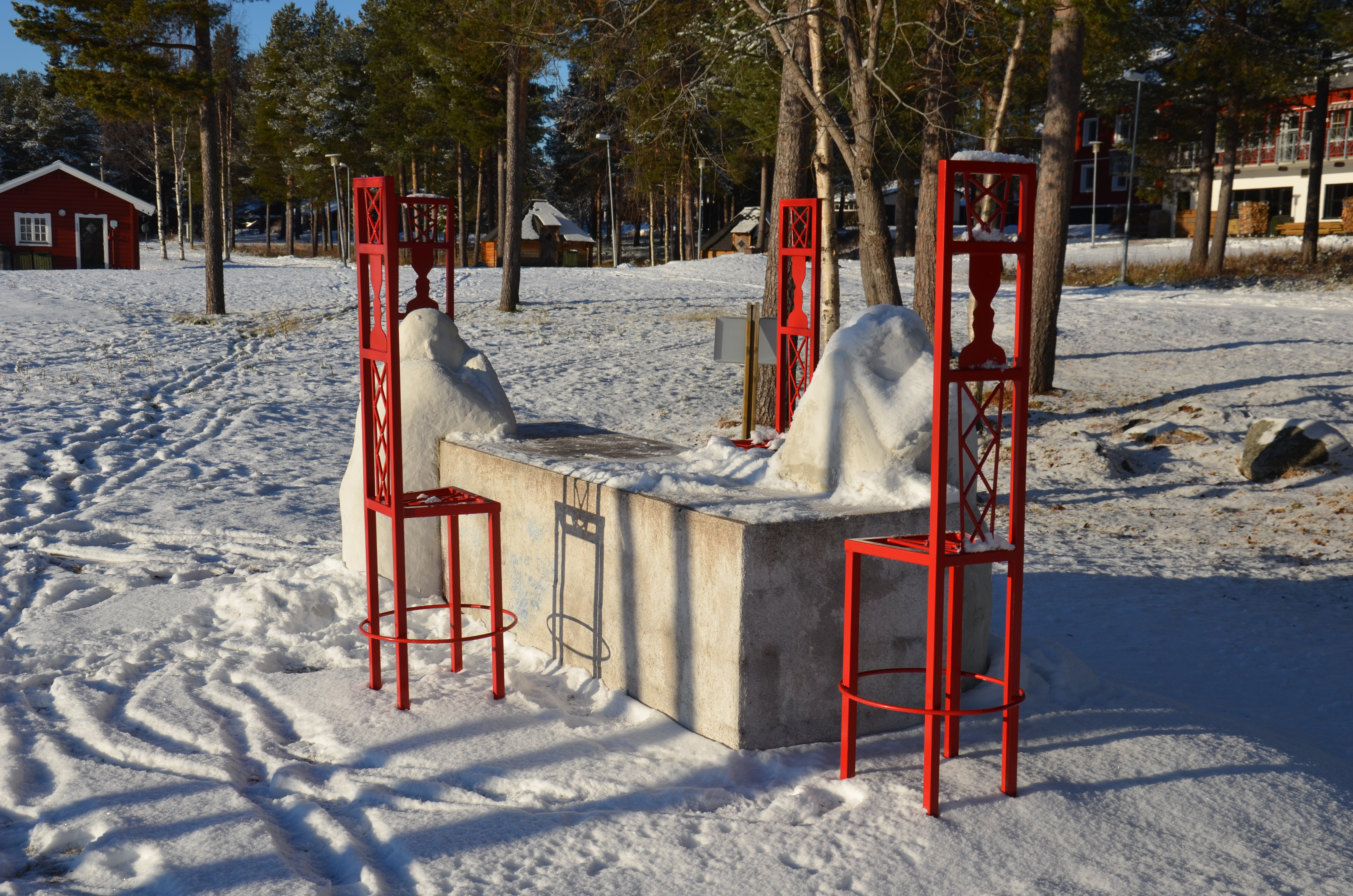
Morgonstund av Annelise Josefsen
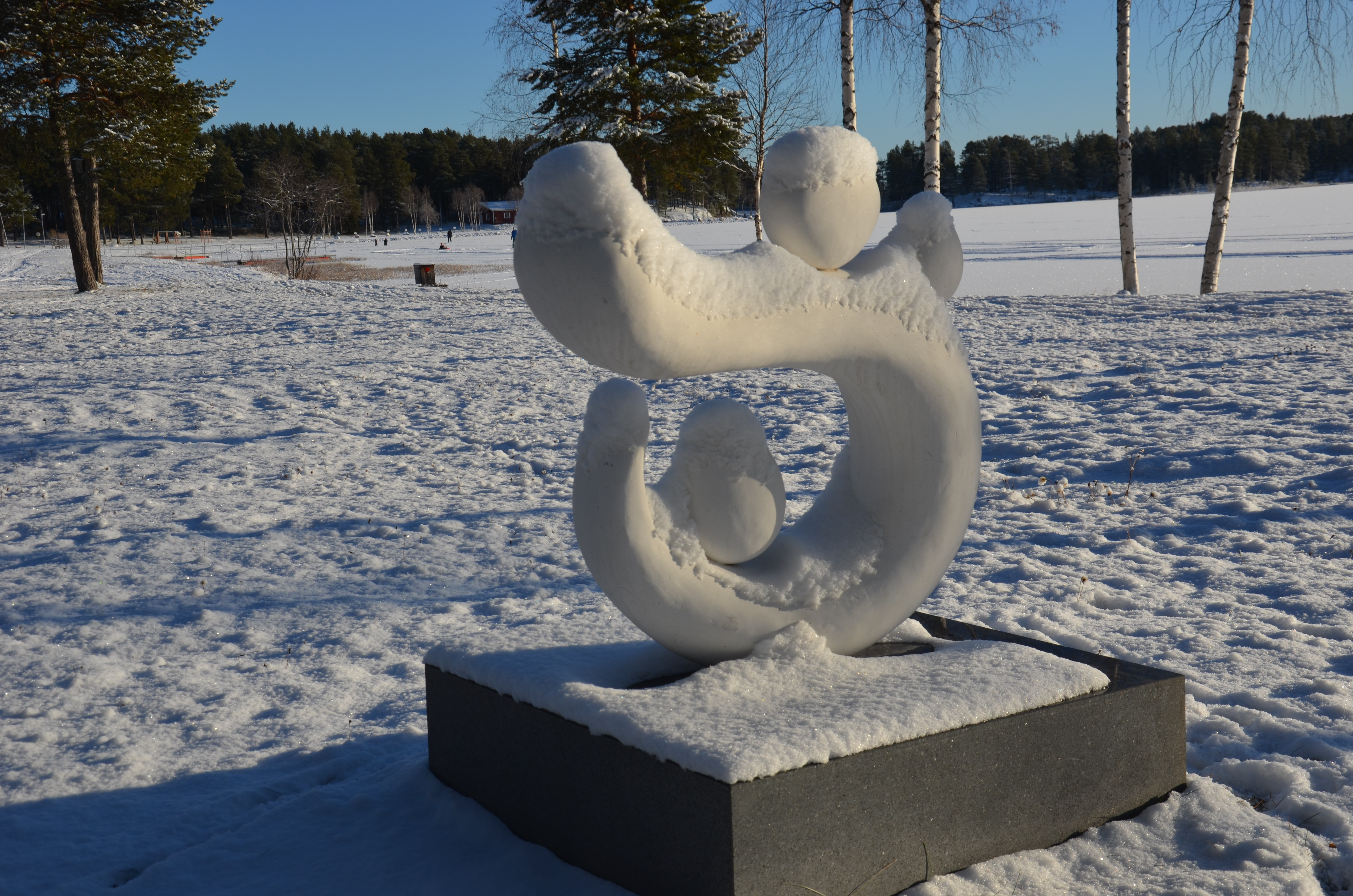
Balanskonstnären av Folke Fjällström
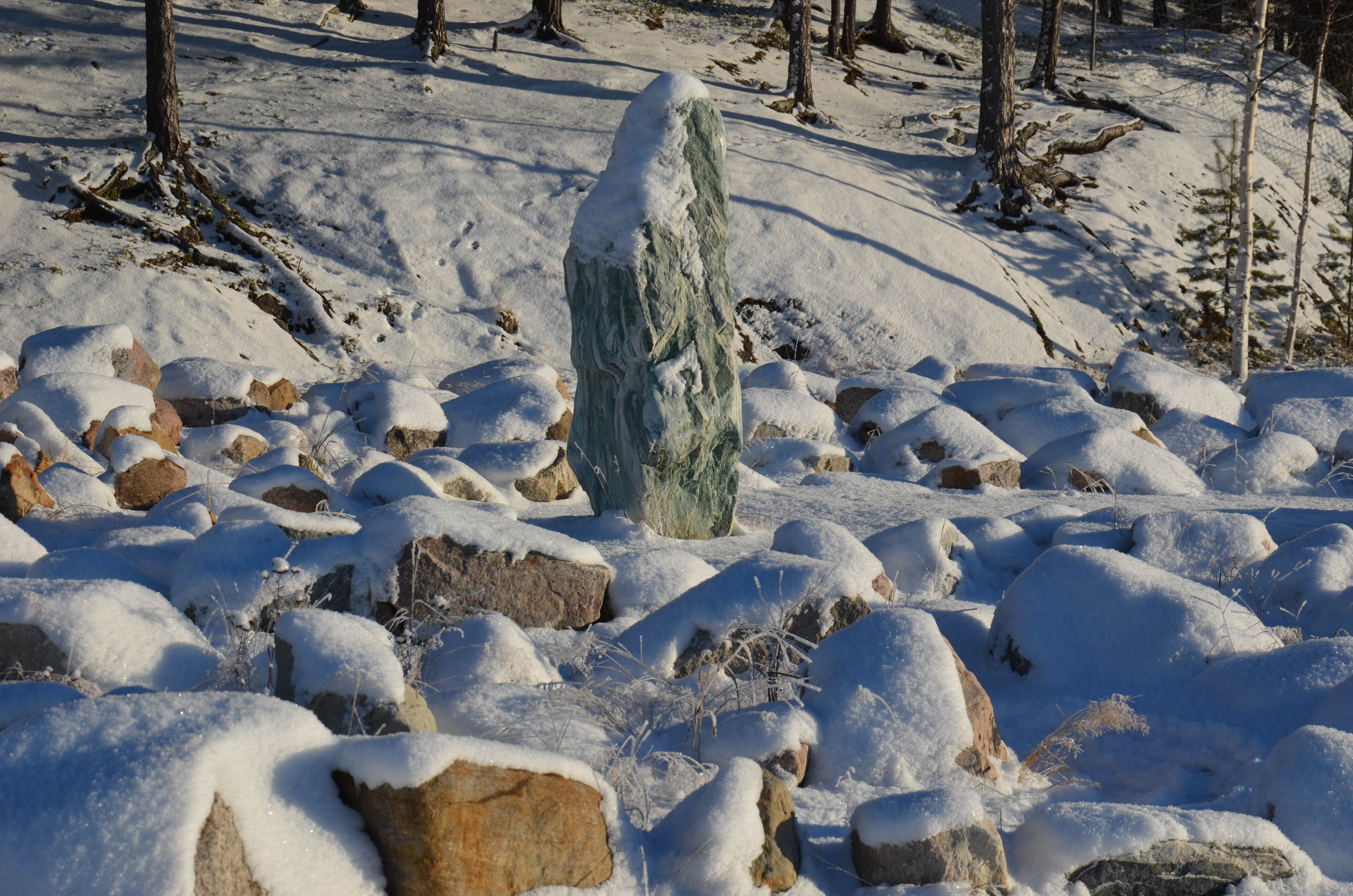
Gäst av Hilde Skancke Pedersen
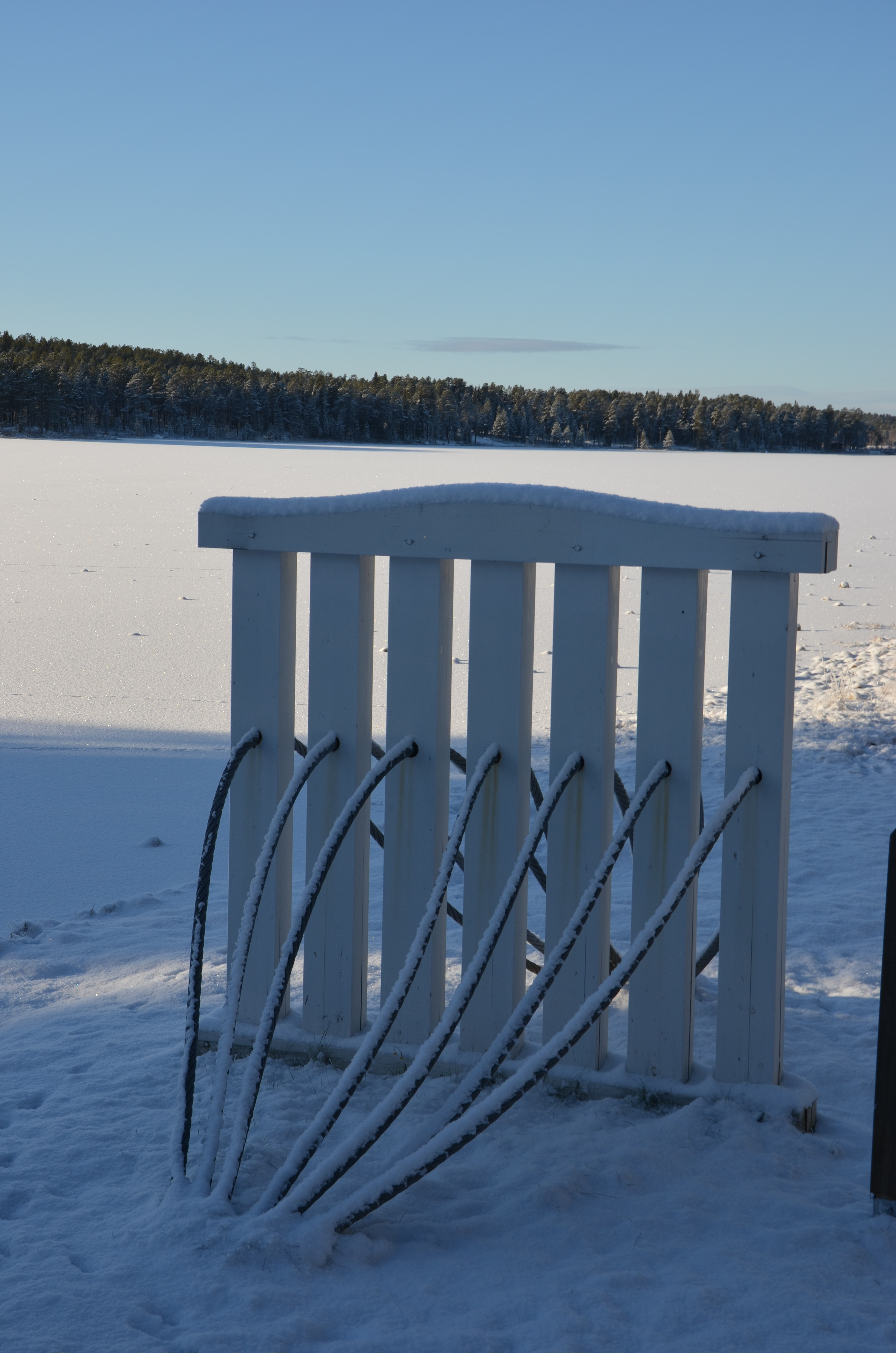
Tidsflöde av Agneta Anderson
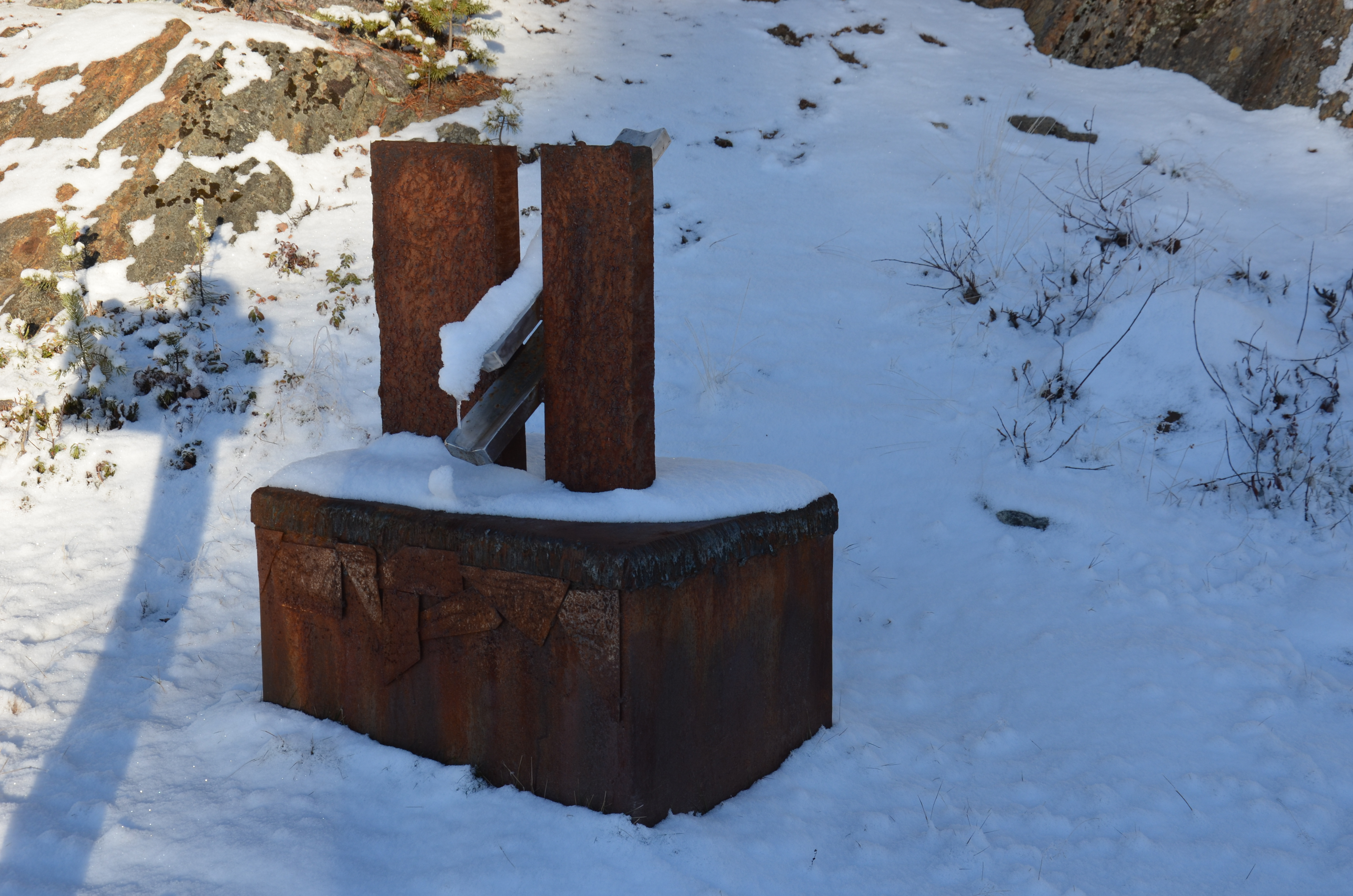
Pärlälven av Per Isak Juuso